# Кобелєв Борис Миколайович
Борис Миколайович Кобелєв (нар. 6 травня 1915, місто Петроград, тепер місто Санкт-Петербург, Російська Федерація — 8 квітня 1980, місто Красноярськ, тепер Російська Федерація) — радянський державний діяч, 1-й секретар Іркутського та Новосибірського обласних комітетів КПРС. Член ЦК КПРС у 1956—1959 роках. Депутат Верховної ради РРФСР 3-го скликання. Депутат Верховної ради СРСР 4—5-го скликань.

## Життєпис
Народився в родині робітника. У 1932 році закінчив школу фабрично-заводського учнівства в Ленінграді.
З 1932 року працював токарем заводу в Ленінграді.
У 1933—1937 роках навчався в Ленінградському технікумі залізничного транспорту.
У 1937—1941 роках — бригадир, майстер, начальник вагонної дільниці, начальник вагонного депо Іркутськ-Сортувальна, начальник вагоноремонтного пункту станції Нижньоудинськ, начальник вагонного депо Іркутськ-1 Східно-Сибірської залізниці.
Член ВКП(б) з 1940 року.
У листопаді 1941 — серпні 1943 року — завідувач транспортного відділу Іркутського обласного комітету ВКП(б).
У серпні 1943 — лютому 1945 року — заступник секретаря Іркутського обласного комітету ВКП(б) із транспорту.
У лютому 1945 — серпні 1949 року — 2-й секретар Іркутського міського комітету ВКП(б).
27 липня 1949 — 25 вересня 1951 року — 2-й секретар Іркутського обласного комітету ВКП(б).
У 1951—1954 роках — слухач Вищої партійної школи при ЦК ВКП(б) (КПРС).
У 1954—1955 роках — інструктор ЦК КПРС, заступник завідувача відділу партійних органів ЦК КПРС по союзних республіках.
14 вересня 1955 — 5 травня 1957 року — 1-й секретар Іркутського обласного комітету КПРС.
У травні 1957 — 17 січня 1959 року — 1-й секретар Новосибірського обласного комітету КПРС.
17 січня — квітень 1959 року — 2-й секретар Новосибірського обласного комітету КПРС.
У квітні — червні 1959 року — інспектор ЦК КПРС.
У червні 1959 — 1974 року — директор Красноярського заводу самохідних комбайнів. У 1974 — 7 лютого 1979 року — генеральний директор Красноярського виробничого об'єднання зернозбиральних комбайнів.
З лютого 1979 року — персональний пенсіонер у місті Красноярську.
Помер 8 квітня 1980 року в місті Красноярську.

## Нагороди
- два ордени Леніна
- орден Жовтневої революції
- два ордени Трудового Червоного Прапора (.08.1942,)
- орден «Знак Пошани»
- медаль «За доблесну працю у Великій Вітчизняній війні 1941—1945 рр.»
- медаль «За доблесну працю. В ознаменування 100-річчя з дня народження Володимира Ілліча Леніна»
- медалі